# Eusébio Cup
La Eusébio Cup è un incontro amichevole calcistico disputato annualmente nel mese di agosto dalla società calcistica del Benfica, sul proprio campo di gioco dello stadio da Luz, a Lisbona. Il trofeo è intitolato all'ex giocatore Eusébio.
La prima edizione si è disputata nel 2008 tra Inter e Benfica, vinta dalla squadra milanese; l'ultima, nel 2018, ha visto la vittoria del Lione sui lusitani. La formazione padrona di casa ha conquistato il trofeo per tre volte sulle dieci edizioni finora disputate.

## Albo d'oro
| 2008 | Inter                  | Benfica                |
| 2009 | Benfica                | Milan                  |
| 2010 | Tottenham              | Benfica                |
| 2011 | Benfica                | Arsenal                |
| 2012 | Benfica                | Real Madrid            |
| 2013 | San Paolo              | Benfica                |
| 2014 | Ajax                   | Benfica                |
| 2015 | Monterrey              | Benfica                |
| 2016 | Torino                 | Benfica                |
| 2017 | edizione non disputata | edizione non disputata |
| 2018 | Olympique Lione        | Benfica                |

## Edizioni

### 2008
| Arbitro: | Bruno Paixão |

|                                              |                      |                                                            |
| Aimar Léo Reyes Nuno Gomes David Luiz Nélson | Tiri di rigore 4 – 5 | Maxwell Balotelli Stanković Ibrahimović Burdisso Cambiasso |

### 2009
| Arbitro: | João Ferreira |

|                                                                          |                      |                                                                             |
| Cardozo 58’                                                              | Marcatori            | 87’ (aut.) Sidnei                                                           |
| Keirrison Shaffer Fábio Coentrão Rúben Amorim Weldon Yebda Patric Sidnei | Tiri di rigore 6 – 5 | Pirlo Ronaldinho Jankulovski Thiago Silva Borriello Pato Zambrotta Antonini |

### 2010
| Arbitro: | Pedro Proença |

|  |           |          |
|  | Marcatori | 55’ Bale |

### 2011
| Arbitro: | Duarte Gomes |

|                      |           |                |
| Aimar 49’ Nolito 60’ | Marcatori | 34’ van Persie |

### 2012
| Arbitro: | Bruno Paixão |

|                                                 |           |                   |
| García 4’ Witsel 22’ Pérez 53’, 85’ Martins 58’ | Marcatori | 18’, 20’ Callejón |

### 2013
| Arbitro: | Duarte Gomes |

|  |           |                              |
|  | Marcatori | 53’ Aloísio 63’ Rafael Tolói |

### 2014
| Arbitro: | Duarte Gomes |

|  |           |            |
|  | Marcatori | 41’ Kishna |

### 2015
| Arbitro: | Francisco Chacón |

|                                               |           |  |
| Martínez 49’ Funes Mori 58’ (rig.) Rivera 81’ | Marcatori |  |

### 2016
| Arbitro: | Fábio Veríssimo (Leiria) |

|                                            |                      |                                                     |
| Vives 12’ (aut.)                           | Marcatori            | 32’ Ljajić                                          |
| Raúl Jonas Grimaldo Samaris Pizzi Lindelöf | Tiri di rigore 5 – 6 | Baselli Aramu Boyé Martinez Maxi López Gastón Silva |

### 2018
| Arbitro: | Hélder Malheiro |

|                              |           |                                    |
| Pizzi 59’ Marcelo 64’ (aut.) | Marcatori | 41’ Marcelo 45’ Traorè 83’ Terrier |

## Numero di vittorie
| Club        | Vincitore | Finalista |
| Benfica     | 3         | 7         |
| Inter       | 1         | 0         |
| Tottenham   | 1         | 0         |
| San Paolo   | 1         | 0         |
| Ajax        | 1         | 0         |
| Monterrey   | 1         | 0         |
| Torino      | 1         | 0         |
| Lione       | 1         | 0         |
| Milan       | 0         | 1         |
| Arsenal     | 0         | 1         |
| Real Madrid | 0         | 1         |

## Squadre partecipanti
| Portogallo (bandiera)  | Benfica     | 2008, 2009, 2010, 2011, 2012, 2013, 2014, 2015, 2016, 2018 |
| Italia (bandiera)      | Inter       | 2008                                                       |
| Italia (bandiera)      | Milan       | 2009                                                       |
| Inghilterra (bandiera) | Tottenham   | 2010                                                       |
| Inghilterra (bandiera) | Arsenal     | 2011                                                       |
| Spagna (bandiera)      | Real Madrid | 2012                                                       |
| Brasile (bandiera)     | San Paolo   | 2013                                                       |
| Paesi Bassi (bandiera) | Ajax        | 2014                                                       |
| Messico (bandiera)     | Monterrey   | 2015                                                       |
| Italia (bandiera)      | Torino      | 2016                                                       |
| Francia (bandiera)     | Lione       | 2018                                                       |